# Андижанский областной комитет КП Узбекистана
Андижанский областной комитет КП Узбекистана — орган управления Андижанской областной партийной организацией КП(б) — КП Узбекистана (1941—1991 годы).
Андижанская область в составе Узбекской ССР была выделена из Ферганской 6 марта 1941, с 8 декабря 1992 Андижанский вилайет. Центр — г. Андижан.
С 1941 выходила газета «Андижанская правда» — орган Андижанского обкома и горкома КП Узбекистана, областного и городского Советов депутатов трудящихся.

## Первые секретари обкома
- 1941—/.12.1941/ Трофимов, Николай Павлович
- 1942—1946 Токтобаев, Азиз
- 1946—1949 Мавлянов, Абдуразак
- 1949—01.1956 Мирза-Ахмедов Мансур Зияевич
- 01.1956—10.1961 Курбанов, Рахманкул Курбанович
- 1961—1963 Ашуров, Иргаш
- 1963—12.1964 (сельский) Хайдаров, Ашур
- 1963—12.1964 (промышленный) Ходжаев, Акрам Рустамович
- 12.1964—/1966/ Хайдаров, Ашур
- 1968—12.1974 Рахимов, Бекташ Рахимович
- 12.1974—12.1978 Усманходжаев Инамжон Бузрукович
- 12.1978—5.08.1985 Мамарасулов Салиджан
- 5.08.1985—5.03.1990 Арипджанов, Махмут Марипович
- 5.03.1990—1991 Халмирзаев, Каюм Халмирзаевич